# Barack (licor)

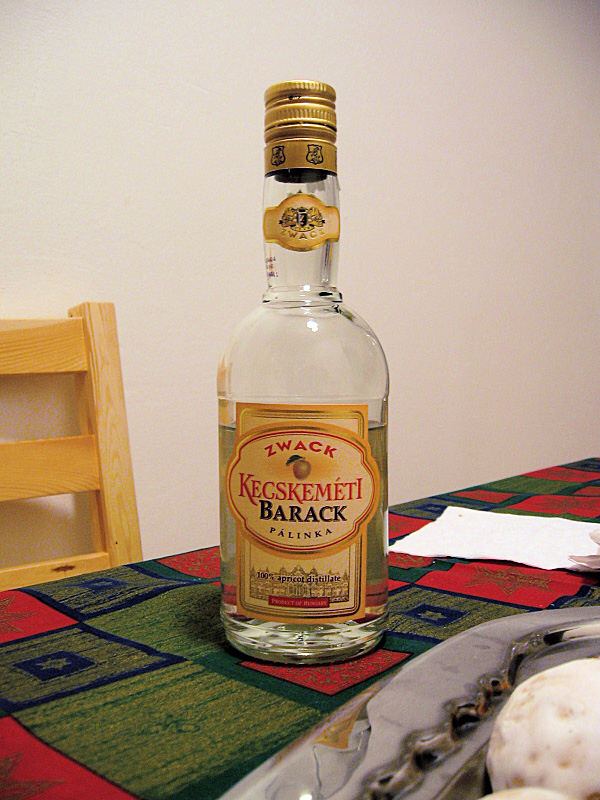
Una botella de brandy Barack.

El barack es un tipo de brandy húngaro (Pálinka) hecho de (o saborizado con) albaricoque. La palabra barack es un término colectivo que se aplica para el albaricoque (en idioma húngaro sárgabarack, literalmente "melocotón amarillo") y al melocotón (en húngaro őszibarack, literalmente "melocotón de otoño").
- Datos: Q380650